# Konfederační pohár CAF
Konfederační pohár CAF je fotbalová soutěž od roku 2004, kdy vznikl sloučením Poháru vítězů pohárů CAF a Poháru CAF. Je to obdoba Evropské ligy.

## Historie
Pohár vznikl roku 2004, kdy nahradil Poháru vítězů pohárů CAF a Pohár CAF. Poháru se mohou účastnit vítězové všech národních pohárů afrických zemí CAF a 3. týmy 12 nejlepších lig. Dále do poháru v průběhu ročníku přestupují i týmy, které neuspěly v Lize mistrů CAF.

## Nejúspěšnější týmy
| Klub            | Vítěz | Finalista | Vítězství        | Finále |
| --------------- | ----- | --------- | ---------------- | ------ |
| CS Sfaxien      | 3     | 1         | 2007, 2008, 2013 | 2010   |
| Étoile du Sahel | 2     | 1         | 2006, 2015       | 2008   |
| TP Mazembe      | 2     | 1         | 2016, 2017       | 2013   |
| FAR Rabat       | 1     | 1         | 2005             | 2006   |
| Hearts of Oak   | 1     | 0         | 2004             |        |
| Stade Malien    | 1     | 0         | 2009             |        |
| FUS Rabat       | 1     | 0         | 2010             |        |
| MAS Fez         | 1     | 0         | 2011             |        |
| AC Léopards     | 1     | 0         | 2012             |        |
| Al-Ahlí         | 1     | 0         | 2014             |        |
| Raja Casablanca | 1     | 0         | 2018             |        |
| Zamalek         | 1     | 0         | 2019             |        |